# Otterbäckens BK

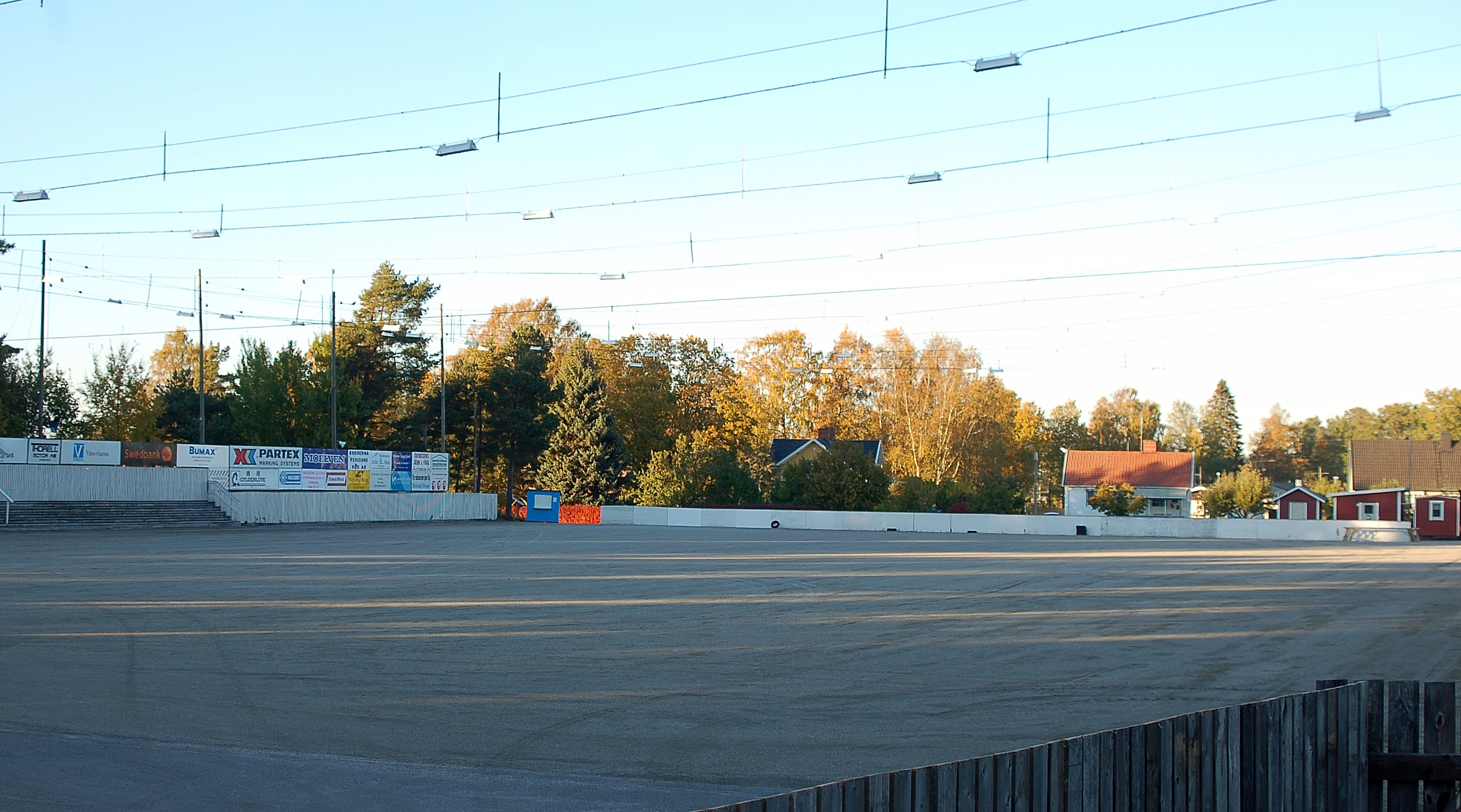
Otterstrand arena

Otterbäckens BK (OBK) är en bandyklubb i Otterbäcken i Sverige. Klubben bildades 1935.
Herrseniorlaget spelade i Division 1 säsongen 2005/2006, men lyckades inte kvalificera sig för Allsvenskan säsongen 2006/2007. Under många år har ungdomsbandyn haft ett starkt fäste i Otterbäcken. Klubben har ett samarbete med Hajstorps SK där man spelar med ett gemensamt lag i Division 2.
Klubbens nuvarande 19-årslag (2006) har 5 säsonger i rad varit kvalificerade till slutspel om svenska mästerskapet. I mars 2004 spelade laget i 17-årsserien och spelade final på Studenternas IP i Uppsala. I finalen vann Sandvikens AIK över OBK med 7-4. Den 18 mars 2006 blev Otterbäckens BK svenska mästare i bandy för P-19-lag efter finalseger med 7-6 mot Västerås SK.
Ungdomslagen har under åren även tagit många seriesegrar och distriktsmästerskapstitlar. Många tycker det är fantastiskt att en liten klubb i Gullspångs kommun med bara 6.000 invånare år efter år kan fostra så många duktiga bandyspelare.
Klubben har också haft ett flertal spelare som deltagit i Svenska Bandyförbundets olika landslag. Under senare år har Jesper Thimfors, Henrik Larsson (-87) och Tony Eklind deltagit i landslagsspel. Jesper var med och spelade hem ett VM-silver för P17 2004. Henrik och Tony tog VM-guld med P-19 2006.